# Sociedad Estadounidense de Genética Humana
La Sociedad Americana de Genética Humana (ASHG), fundada en 1948, es una organización profesional de especialistas en genética humana. En 2009, la organización contaba con aproximadamente 8.000 miembros. Entre los miembros de la Sociedad se encuentran investigadores, académicos, clínicos, profesionales de la práctica de laboratorio, consejeros genéticos, enfermeras y otras personas que tienen un interés especial en el campo de la genética humana.
A medida que el campo de la genética humana se ha ido ampliando, la ASHG ha fundado otras organizaciones dentro de su cuerpo de miembros, entre ellas las siguientes
- National Society of Genetic Counselors (Sociedad Nacional de Asesores Genéticos), fundada en 1979, como grupo de defensa del naciente campo del asesoramiento genético.
- American Board of Medical Genetics, fundada en 1981, para certificar a los profesionales de la genética humana.
- American Board of Genetic Counseling, fundada en 1991, para certificar a los asesores genéticos.
- American College of Medical Genetics, fundado en 1991, como consejo de especialidad para genetistas médicos a nivel de doctorado. En 1993 pasó a ser miembro de pleno derecho del Consejo de Sociedades de Especialidades Médicas.

## Misión
La misión de la ASHG es hacer avanzar la genética humana en la ciencia, la salud y la sociedad a través de la excelencia en la investigación, la educación y la promoción. Sirve a los científicos investigadores, a los profesionales de la salud y al público en general proporcionando foros para:
- Compartir los resultados de la investigación en la Reunión Anual de la Sociedad y en The American Journal of Human Genetics (AJHG);
- Promover la investigación genética abogando por el apoyo a la investigación;
- Mejorar la educación genética preparando a los futuros profesionales e informando al público;
- Promover los servicios genéticos y apoyar políticas sociales y científicas responsables.

## Reunión anual de la ASHG
La Reunión Anual de la ASHG es la mayor y más antigua conferencia internacional de genética humana del mundo. Se celebra cada otoño en una de las principales ciudades de Estados Unidos o Canadá y atrae a entre 6.000 y 7.000 asistentes, además de expositores. En la reunión se presentan ponencias invitadas de los principales genetistas del mundo, junto con una variedad de simposios, talleres y otras sesiones basadas en resúmenes que se centran en los avances más importantes y recientes de la investigación y la tecnología de la genética humana básica, traslacional y clínica. También ofrece a los expositores la oportunidad de interactuar con los asistentes y promocionar sus servicios, productos y nuevas tecnologías, incluidos equipos médicos y de laboratorio de última generación y programas informáticos diseñados para mejorar la investigación genética y el análisis de datos.

## Premios
El máximo galardón de la Sociedad, que se concede anualmente desde 1961, es el Premio William Allan, creado en memoria del médico William Allan para reconocer las contribuciones científicas sustanciales y de gran alcance a la genética humana, realizadas a lo largo de un período sostenido de investigación y productividad científica. El premio Curt Stern, creado en 2001, reconoce los logros científicos alcanzados en los diez años anteriores.
Otros premios anuales de ASHG incluyen: el premio Arno Motulsky - Barton Childs por la excelencia en la educación en genética humana (establecido en 1995), los premios Charles Epstein Trainee Research Awards (establecidos en 1995), el Advocacy Award (establecido en 2015), el Mentorship Award (establecido en 2016 ) y el premio Early-Career Award (establecido en 2017).

## Educación y desarrollo profesional
El objetivo de la ASHG es promover el conocimiento de la genética humana, animar a los jóvenes a iniciar carreras relacionadas con la genética, fomentar la confianza y el apoyo a la investigación genética y ayudar a preparar a los profesionales de la salud para integrar la genómica en la medicina. Desde 2007, la Sociedad organiza el concurso anual de ensayos del Día del ADN para estudiantes de secundaria. También proporciona herramientas de desarrollo profesional y oportunidades para genetistas que inician su carrera, incluyendo becas en Genética y Política Pública y Genética y Educación en colaboración con el Instituto Nacional de Investigación del Genoma Humano.

## Política científica
La ASHG respalda las políticas que apoyan los descubrimientos científicos, la traducción de los descubrimientos en avances sanitarios, la aplicación adecuada de la genética en la sociedad y la integración de la enseñanza de la genética en la educación de los niños y la formación de los profesionales de la salud. En colaboración con la Federación de Sociedades Americanas de Biología Experimental, la ASHG apoya el aumento de la financiación federal para la investigación científica, especialmente de los Institutos Nacionales de Salud.
El 2 de enero de 2008, la Sociedad Americana de Genética Humana emitió una declaración sobre la venta directa al consumidor de pruebas genéticas, en la que pide que se mejoren las normas y que la Comisión Federal de Comercio supervise la exactitud y la validez de las pruebas genéticas y las declaraciones de venta